# Poker Face
Poker Face és el segon senzill del l'àlbum debut anomenat The Fame, de la cantant americana Lady Gaga. Va ser estrenada el dia 23 de setembre de 2008.

## Llista de cançons
- UK CD single[1]

1. "Poker Face" – 3:58
2. "Poker Face (Tommy Sparks & The Fury Remix)" – 3:57

- Australian CD single[1]

1. "Poker Face" – 3:58
2. "Just Dance (Robots to Mars Remix)" – 4:38

- Vinyl LP[1]

1. "Poker Face" – 3:58
2. "Poker Face (Glam As You Club Remix)" – 7:51
3. "Poker Face (Dave Audé Club Remix)" – 8:12

- Promo remixes CD single[1]

1. "Poker Face (Dave Audé Radio Edit)" – 3:53
2. "Poker Face (Dave Audé Club Remix)" – 8:13
3. "Poker Face (Glam As You Club Remix)" – 7:52
4. "Poker Face (LLG vs. GLG Radio Edit)" – 4:06
5. "Poker Face (LLG vs. GLG Club Remix)" – 6:33

- iTunes EP[1]

1. "Poker Face (Space Cowboy Remix)" – 4:54
2. "Poker Face (Dave Audé Club Remix)" – 8:13
3. "Poker Face (Jody den Broeder Club Remix)" – 8:05

- US 'The Remixes' CD single[1]

1. "Poker Face (Space Cowboy Remix)" – 4:54
2. "Poker Face (Dave Audé Club Remix)" – 8:13
3. "Poker Face (Jody den Broeder Club Remix)" – 8:05
4. "Poker Face" – 4:01
5. "Poker Face (Instrumental)" – 4:01

- German CD single (2 track)[2]

1. "Poker Face" – 3:58
2. "Just Dance (RedOne Remix) [feat. Colby O'Donis & Kardinal Offishall]" – 4:18

## Guardons
Nominacions
- 2010: Grammy a la cançó de l'any
- 2010: Grammy a la gravació de l'any